# 博尚 (芒什省)
博尚（法語：Beauchamps，法語發音：[boʃɑ̃]）是法国芒什省的一个市镇，属于阿夫朗什区。

## 地理
博尚（48°49'56"N, 1°21'32"W）面积4.1 平方千米，位于法国诺曼底大区芒什省，该省份为法国西北部沿海省份，西、北、东北三面环大西洋，东起顺时针与卡爾瓦多斯省、奧恩省、马耶讷省和伊勒-维莱讷省接壤。
与博尚接壤的市镇（或旧市镇、城区）包括：尚普勒皮、埃基伊、拉艾佩内勒、勒梅尼勒维勒芒、谢讷河畔加夫赖。

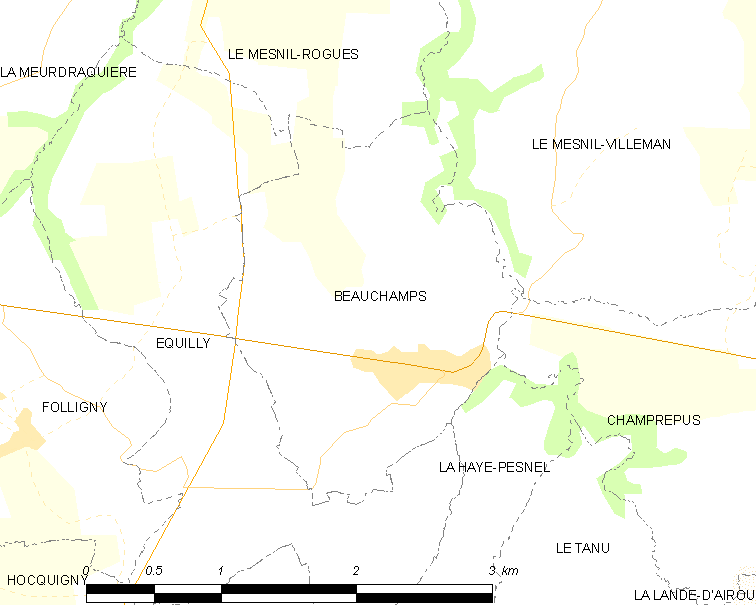
的OSM定位图

博尚的时区为UTC+01:00、UTC+02:00（夏令时）。

## 行政
博尚的邮政编码为50320，INSEE市镇编码为50038。

## 政治
博尚所属的省级选区为布雷阿勒县。

## 人口

1962-2008年间人口变化图示

博尚于2022年1月1日时的人口数量为438人。